# Шахов Сергій Володимирович
Сергій Володимирович Шахов (нар. 7 травня 1975, селище Саяк, Карагандинська область, Казахська РСР) — український політик, громадський діяч та підприємець. Народний депутат України VIII та IX скликань від проросійської партії Наш край. Був оголошений в розшук Вищим антикорупційним судом України 31 березня 2023, живе в розкішних апартаментах у Дубаї (ОАЕ).

## Життєпис
Народився 7 травня 1975 року в казахському селищі Саяк, яке входило до складу Джезказганської області (нині територія Карагандинської області). У 1976 році його сім'я переїхала до міста Брянка, а через десять років, у 1986-у, оселилася в Стаханові.

### Освіта
У період з 1990 по 1993 Шахов навчався в ПТУ № 21 міста Брянки, де здобув фах кухаря-кондитера. У 2005 році закінчив Університет економіки і права КРОК, де навчався за спеціальністю «правознавство». У 2011 році отримав диплом магістра Національної юридичної академії України ім. Ярослава Мудрого. Того ж року закінчив навчання у Луганському Богословському Університеті на честь Архістратига Михаїла, де вивчав богослов'я. 2012-го освоїв спеціальність «державне управління» в Харківському інституті державного управління при Президентові України.

### Професійна і підприємницька діяльність
Почав працювати 1993 року торговим представником ВАТ «Марічка». 1996—2004 — заступник директора з продажів у ВАТ «Руслан».
2007—2011 — заступник директора ВАТ «Юридична фірма РИМ». Після цього став керівником компанії «Луганська промислова група».

### Громадська діяльність
Заснував ГО «Добродій», яка займалася наданням допомоги інтернатам, школам і гімназіям, дошкільним навчальним закладам, лікарням та спортивним організаціям. Шахов є засновником та главою ГО «Народна довіра». У 2011 році був нагороджений Всеукраїнською благодійною організацією «Український фонд культури».

### Політична діяльність
У березні 2006 р. обраний депутатом Луганської обласної ради п'ятого скликання.
8 грудня 2010 став членом виконавчого комітету Стахановської міської ради.
Під час проросійських виступів весною 2014-го, Шахов виступив ініціатором проведення круглих столів на тему «Як об'єднати країну».
17 липня 2016 року Шахова обрали нардепом від проросійської партії Наш край.
7 лютого 2017 року Сергій Шахов вступив до депутатської групи «Воля народу».
2018 року Шахов подав до ВРУ законопроєкт, яким пропонувалося скасувати подання держслужбовцями даних про зміни майнового стану в систему електронних декларацій. Станом на травень 2019 мав 28 помічників (3 платних, 25 на громадських засадах).
У Верховній Раді 9 скликання є членом депутатської групи «Довіра».
За підсумками голосування 25 жовтня 2020 року за Шахова проголосувало 0,22 % виборців.

## Критика
2013 року — оголошений МВС України у розшук в рамках відразу кількох кримінальних проваджень. Щонайменше 19 разів займався не особистим голосуванням у Верховній Раді. Журналісти звинувачували Шахова в інших численних порушеннях виборчого законодавства.
Згідно з даними моніторингу від «Опори», у червні 2012 року БФ Шахова роздвавав «благодійну допомогу» по 50 грн у містах, де той балотувався.
Представники БО "Луганський обласний благодійний фонд «Луганщина — наш край» та «Фонд Сергія Шахова» роздавали пакети з цукром (5 кг) мешканцям смт. Біловодськ та Біловодського району Луганської області.

### Статки невідомого походження
У квітні 2021 року розслідування програми «Схеми» довело, що Шахов у декларації за 2020 рік не вказав цивільну дружину, а разом з нею численне елітне майно, оформлене на неї: котеджі під Києвом, квартири та паркомісця в центрі міста, земельні ділянки та низку компаній на 88 млн грн. На цивільну дружину Шахова Інну Журбу записаний маєток у коттеджному містечку на Київщині «Сонячна долина» площею 600 м2, ще один коттедж у цьому містечку — площею 1330 м2, 27 земельних ділянок на Київщині загальною площею 113 гектарів та 8 квартир і 8 паркомісць у елітній багатоповерхівці на Печерську.
У лютому 2023 року ВАКС постановив здійснити примусовий привід Шахова на судове засідання. Після розслідування НАБУ розпочало кримінальне провадження за фактами ймовірного недекларування Шаховим численного елітного майна, оформленого на цивільну дружину.
У квітні 2025 року журналісти з'ясували, що Шахов мешкає в елітному комплексі Ashjar в районі Al Barari у Дубаї, які орендує його цивільна дружина Інна Журба за $100 тис. на рік. У Дубаї також навчаються його діти, їхнє навчання коштує $40 тис. на рік. Нерухомість, де він мешкає, а також витрати на її оренду та навчання дітей Шахов в декларації не зазначає.
25 квітня 2025 року прокурори САП звернулися до виконувача обов'язків генерального прокурора Олексія Хоменка з ініціативою відкрити кримінальну справу, щодо можливого внесення недостовірних відомостей у деклараціях за 2022, 2023 та 2024 роки за ознаками кримінального правопорушення, передбаченого ч. 2 ст. 366-2 КК України (декларування недостовірної інформації) Сергієм Шаховим. В.о. генпрокурора Хоменко таке провадження відкрив.

## Інциденти
10 листопада 2016 охорона Шахова повідомила київську поліцію, що автомобіль в якому njq перебував, переслідували. Правоохоронці, які прибули на виклик, затримали трьох осіб на «Мерседесі». За інформацією поліції, ці особи мали при собі два пістолети та документи, що засвідчують їх відношення до полку особливого призначення «Миротворець». В результаті, правоохоронці відкрили два кримінальні провадження за статтями 263 (незаконне поводження зі зброєю, боєприпасами або вибуховими речовинами) та 182 (порушення недоторканості особистого життя).
13 липня 2018 року під час мітингу працівників державних шахт, які вимагали погашення заборгованості по заробітній платі, біля будівлі міністерства енергетики між Шаховим і міністром Ігорем Насаликом стався конфлікт із застосуванням сили.
16 серпня 2018 ввечері побився в ефірі телеканалу «Прямий» з нардепом від Радикальної партії Ігорем Мосійчуком. Пізніше Шахов і Мосійчук побилися вдруге в ліфті офісу телеканалу.
9 січня 2019 року на сесії Сєвєродонецької міської ради депутати ухвалили рішення вважати «нікчемним» і розірвати договір оренди кабінету № 34 в будівлі міськради на бульварі Дружби Народів, 32. Договір було укладено 15 березня 2017 року колишнім міським головою Валентином Казаковим і Сергієм Шаховим. Останній платив за оренду приміщення площею 61 м2 1 грн на рік і використовував його нібито як приймальню депутата.

## Родина
- Інна Журба — цивільна дружина, діти[15]